# فناء (علم الأحياء)
الفَناء هو انقراض عالمي أو محلي أو وظيفي لأنواع أو مجتمعات حيوانية. أدى ازدياد البشر وتقدم تقنيات الحصاد إلى استغلال البيئة استغلالًا أشد كفاءة وكثافة وحدّة. استنزف هذا الفقاريات الكبيرة من المجتمعات البيئية، فنتج ما يُدعى «غابات خالية». الفناء مختلف عن الانقراض إذ يشمل انقراض النوع تمامًا، ونقصانه نقصانا حادًّا. الإشارة الأولى إلى مفهوم الفناء هذا كانت في ندوة «التفاعلات النباتية الحيوانية» بجامعة كامبيناس في البرازيل في 1988، في معرِض الحديث عن غابات الإقليم المداري الجديد. ثم شاع استعمال المصطلح في مجال «الحفظ الحيوي» بصفته مصطلحا لظاهرة عالمية.
يقدَّر أنَّا خسرنا أكثر من 50% من الحياة البرية عموما في آخر 40 عاما، وأن تلك النسبة ستصبح 68% بحلول 2020، وأنها 70% في أمريكا الجنوبية. 
في نوفمبر 2017 اتفق أكثر من 15,000 عالم من جميع أنحاء العالم على إصدار تحذير ثان للبشرية، حضُّوا فيه على سَن سياسات تكبح «الفناء، والصيد غير القانوني، واستغلال الأنواع المهدَّدة والتجارة فيها».

## أسبابه

### الاستغلال الجائر

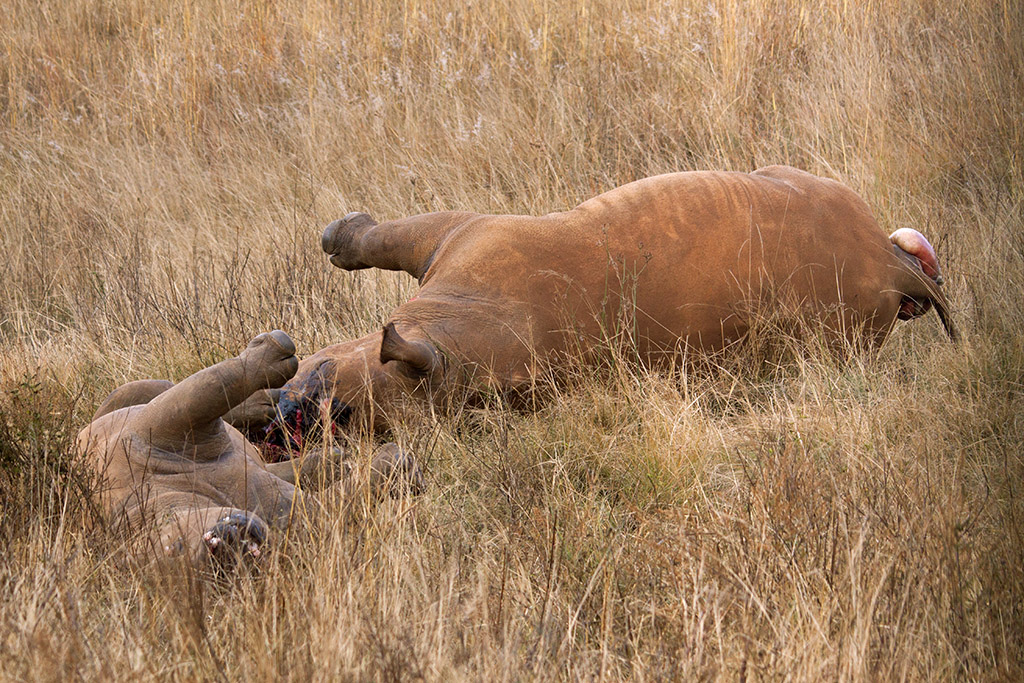
القتل غير المشروع لوحيد القرن.

يضر الإفراط في صيد الحيوانات وحصادها بفقاريات العالم كله ويهدِّدها بالانقراض. تُعد الفقاريات الطريدة منتَجات نفيسة في السافانا والغابات الاستوائية. يُقتل في غابة الأمازون البرازيلية 23 مليون فقاري سنويا. من أشد الحيوانات حسَّاسية للحصاد: الرئيسيات الكبيرة، والأسْنِدة، والبقريات بيضاء الشفة، والمدرعات الضخمة، والسلاحف البرية. يقلِّل الصيد الجائر الأنواع المحلية وكثافتها بما قد يفوق 50%. تعَّرَّض المجموعات القُربى من القرى أكثر للاستنزاف. تتناقص أعداد الأنواع المحلية الطريدة بازدياد كثافة المستوطنات المحلية (القرى مثلا).
قد يؤدي الصيد غير القانوني إلى انقراض بعض الأنواع أو نقص المجموعات الحيوانية المحلية. تتعرض الأنواع المتأثرة لضغط من جهات عدة، لكن لم يتأكد للمجتمع العلمي بعد مدى تعقُّد تلك التفاعلات ودوراتها الارتجاعية. أُجريت دراسة حالة في بَنَما، فوُجدت علاقة طردية بين الصيد غير القانوني ونقصان 9 أنواع ثديِيَّة من 11 نوعًا خضع للدراسة. فوق هذا تعرضت الأنواع الطريدة المرغوبة لنقصان أكبر، وتبايُن مكانيّ أعلى من ناحية الوفرة.

### تدمُّر الموائل وتجزؤها
بازدياد السكان يتغير استعمالهم للأراضي، ما قد يجزّئ الموائل الطبيعية أو يدمرها. غالبا ما تكون الثدييات الكبيرة أشد عرضة للانقراض من الحيوانات الصغرى، لأنها يلزمها موائل أفسح، وهذا يجعلها أشد حساسية لإزالة الغابات. تعَد الأنواع الكبيرة -مثل الأفيال والخراتيت والرئيسيات الكبيرة والأسندة والبيقاريّات- أول ما يفنى من الغابات المطيرة المجزأة.
أُجريت دراسة حالة في الإكوادور الأمازونية، حُلِّل فيها أسلوبان من أساليب إدارة الطرُق الزيتية، وأثرهما في الحياة البرية المحيطة. دُرس فيها طريق حُر لديه غابات مُزالة أو مجزأة، وطريق محكوم قانونيًّا. وُجد في الطريق الأول أنواع أقل، وكثافة أقل بنسبة 80% تقريبا من كثافة الموقع الآخر، الذي كانت نسبة اضطرابه البيئي في أدنى مستوى. كان في هذا الاكتشاف إشارة إلى أن الاضطرابات البيئية تؤثر في رغبة الحيوانات وقدرتها على التنقل من مكان إلى آخر.
يقلل التجزيء الأنواع ويزيد خطر الانقراض حين تكون المساحة المتبقية من الموئل صغيرة. كلما ازدادت مساحة الأرض غير المجزأة، اتسع الموئل لمزيد من الأنواع، وازدادت قدرة الأرض على إيواء أنواع محتاجة إلى موائل أكبر. فإن قلت المساحة، ازدادت المناطق المجزأة المعزولة، التي قد تبقى خالية لا تَقربها الحيوانات المحلية. إن استمر هذا الوضع، فقد تنقرض أنواع تلك المنطقة. 
في أمريكا الشمالية نقص عدد الطيور البرية بنسبة 29% (نحو 3 مليارات) منذ 1970، لأسباب بشرية مثل إنقاص الموائل (السبب الأكبر)، وشيوع استعمال المبيدات الحشرية المدعوة «نيونيكوتينويد»، وانتشار القطط الأليفة المسموح لها بالطواف خارج البيوت. 

### الأنواع المجتاحة
فرَّقت سلوكات البشر -من زراعة واستعمار- الأنواع، وأزاحتها عن مَواطنها. وللتجزيء أثر في الأنواع المحلية، غير تنقيص الموائل والموارد، إذ يعرِّض المناطق لاجتياح الأنواع غير المحلية. تستطيع الأنواع المجتاحة التفوق على الأنواع المحلية أو افتراسها مباشرة، وتغيير طبيعة الموئل ليصبح غير مناسب لبقاء الأنواع المحلية. 
الأنواع المجتاحة من أسباب انقراض 50% من الأنواع المنقرضة المعلوم سبب انقراضها، وهي السبب المباشر الوحيد المذكور في 20% من تلك الأنواع المنقرضة، وثاني أهم سبب لانقراض الثدييات.

## الأنماط العالمية
المناطق الاستوائية أشد المناطق تأثراً بظاهرة الفناء. تضم هذه المناطق إندونيسيا ومنطقة الأمازون البرازيلية وحوض الكونغو بإفريقيا الوسطى، وفيها أكبر معدل استغلال جائر وتدهور موائل. لكنّ لهذا أسبابًا عديدة، إذ إن المناطق التي تؤوي مجموعة مهددة (من الطيور مثلا) لا يلزم أن تُهدَّد فيها مجموعة أخرى (الثدييات مثلا أو الحشرات أو البرمائيات). 
أدت إزالة الغابات في منطقة الأمازون البرازيلية إلى تجزؤ الموائل والجور في استغلالها. زاد ضغط الصيد في الغابات الأمازونية المطيرة بعدما استُبدل بالأساليب القديمة أسلحة جديدة كالبنادق. ساهم بِناء الطرق -للتعدين وقطع الأشجار- في التجزيء وبلوغ الصيادين مناطق غابيّة لم تُبلغ قبل. تحفز تجارة لحوم الأدغال في إفريقيا الوسطى إلى الجور في استغلال الحيوانات المحلية. تضم إندونيسيا أشد الأنواع الحيوانية عرضة للانقراض. تساعد التجارة الدولية في الحيوانات البرية، واتساع نطاق الزراعة والتعدين وقطع الأشجا- على فناء أنواع عديدة.